# Romeo Rivers
Pour les articles homonymes, voir Rivers.
Romeo Norman Rivers (né le 28 mars 1907 à Springfield (Manitoba), mort le 4 mai 1986 à Winnipeg) est un joueur canadien de hockey sur glace.

## Carrière
Romeo Rivers commence sa carrière comme joueur de hockey junior avec les Victorias de Winnipeg et les Millionaires d'Elmwood, pour lesquels il est actif de 1924 à 1927.
Chez les seniors, il joue pour les Eaton's de Winnipeg et le CPR de Winnipeg, chacune pour une saison. De 1929 à 1933, il est joueur du Winnipeg Hockey Club. Au cours de la saison 1930-1931, le Winnipeg Hockey Club remporte la Coupe Keane en tant que champions de Winnipeg, la coupe Pattison en tant que champions du Manitoba et la Coupe Allan en 1931. En tant que championne de la Coupe Allan, l'équipe est sélectionnée pour représenter le Canada aux Jeux olympiques d'hiver de 1932 à Lake Placid. Le Canada remporte la médaille d'or. Romeo Rivers marque cinq buts, notamment le but égalisateur lors de la rencontre finale face aux États-Unis,. En 1932, Rivers termine meilleur pointeur de la saison 1932 de la Manitoba Senior Hockey League
Rivers est ensuite joueur des Monarchs de Winnipeg. Avec cette équipe, il remporte une deuxième fois la coupe Allan en 1934. Rivers et les Monarchs représentent le Canada au Championnat du monde de hockey sur glace 1935, où ils remportent le titre.
Après une autre saison avec le Winnipeg Hockey Club, il a une dernière occasion avec les Canada Packers de Winnipeg.
Après sa carrière de hockeyeur, il travaille comme mécanicien dans son garage et joue au baseball jusqu'à ses dernières années. En 2004, il est intronisé au Temple de la renommée des sports du Manitoba.